# Mischa Honeck
Mischa Honeck (* 16. Juni 1976 in Landau in der Pfalz) ist ein deutscher Historiker.

## Leben
Nach dem Abitur 1995 am Otto-Hahn-Gymnasium Landau studierte er 1998 bis 2004 mittlere und neuere Geschichte, englische Philologie und Philosophie an der Universität Heidelberg und der Portland State University. Nach dem Magister Artium 2004, der Promotion 2008 an der Philosophischen Fakultät der Universität Heidelberg und der Habilitation  2016 an der Philosophischen Fakultät der Universität Heidelberg (venia legendi in der Neueren und Neuesten Geschichte) wurde er 2020 Professor für die Geschichte Großbritanniens und Nordamerikas an der Universität Kassel.

## Schriften (Auswahl)
- We are the revolutionists. German-speaking immigrants & American abolitionists after 1848. Athens 2011, ISBN 0-8203-3823-0.
- Our frontier is the world. The Boy Scouts in the age of American ascendancy. Ithaca 2018, ISBN 978-1-5017-1618-8.